# Cent vint-i-set
El nombre 127 (CXXVII) és el nombre natural que segueix el nombre 126 i precedeix el nombre 128. La seva representació binària és 1111111, la representació octal 177 i l'hexadecimal 7F. És un nombre primer de Mersenne: l'única factorització és 1×127 = 27 − 1.